# Grand Prix Singapuru 2024
Grand Prix Singapuru 2024 (oficiálně Formula 1 Singapore Airlines Singapore Grand Prix 2024) se jela na okruhu Marina Bay v Singapuru dne 22. září 2024. Závod byl osmnáctým v pořadí v sezóně 2024 šampionátu Formule 1.

## Kvalifikace
Kvalifikace se uskutečnila 21. září 2024 ve 21:00 místního času (UTC+8).
| Poř.                        | Č. | Jezdec           | Konstruktér                  | Časy v kvalifikaci | Časy v kvalifikaci | Časy v kvalifikaci | Pořadí na startu |
| Poř.                        | Č. | Jezdec           | Konstruktér                  | Q1                 | Q2                 | Q3                 | Pořadí na startu |
| --------------------------- | -- | ---------------- | ---------------------------- | ------------------ | ------------------ | ------------------ | ---------------- |
| 1                           | 4  | Lando Norris     | McLaren-Mercedes             | 1:30.002           | 1:30.007           | 1:29.525           | 1                |
| 2                           | 1  | Max Verstappen   | Red Bull Racing-Honda RBPT   | 1:30.157           | 1:29.680           | 1:29.728           | 2                |
| 3                           | 44 | Lewis Hamilton   | Mercedes                     | 1:30.393           | 1:29.929           | 1:29.841           | 3                |
| 4                           | 63 | George Russell   | Mercedes                     | 1:30.811           | 1:30.153           | 1:29.867           | 4                |
| 5                           | 81 | Oscar Piastri    | McLaren-Mercedes             | 1:30.258           | 1:29.640           | 1:29.953           | 5                |
| 6                           | 27 | Nico Hülkenberg  | Haas-Ferrari                 | 1:30.724           | 1:30.150           | 1:30.115           | 6                |
| 7                           | 14 | Fernando Alonso  | Aston Martin Aramco-Mercedes | 1:30.684           | 1:30.450           | 1:30.214           | 7                |
| 8                           | 22 | Júki Cunoda      | RB-Honda RBPT                | 1:30.716           | 1:30.289           | 1:30.354           | 8                |
| 9                           | 16 | Charles Leclerc  | Ferrari                      | 1:30.786           | 1:29.747           | Bez času           | 9                |
| 10                          | 55 | Carlos Sainz Jr. | Ferrari                      | 1:30.670           | 1:30.108           | Bez času           | 10               |
| 11                          | 23 | Alexander Albon  | Williams-Mercedes            | 1:30.679           | 1:30.474           |                    | 11               |
| 12                          | 43 | Franco Colapinto | Williams-Mercedes            | 1:30.704           | 1:30.481           |                    | 12               |
| 13                          | 11 | Sergio Pérez     | Red Bull Racing-Honda RBPT   | 1:30.624           | 1:30.579           |                    | 13               |
| 14                          | 20 | Kevin Magnussen  | Haas-Ferrari                 | 1:30.829           | 1:30.653           |                    | 14               |
| 15                          | 31 | Esteban Ocon     | Alpine-Renault               | 1:30.958           | 1:30.769           |                    | 15               |
| 16                          | 3  | Daniel Ricciardo | RB-Honda RBPT                | 1:31.085           |                    |                    | 16               |
| 17                          | 18 | Lance Stroll     | Aston Martin Aramco-Mercedes | 1:31.094           |                    |                    | 17               |
| 18                          | 10 | Pierre Gasly     | Alpine-Renault               | 1:31.312           |                    |                    | 18               |
| 19                          | 77 | Valtteri Bottas  | Kick Sauber-Ferrari          | 1:31.572           |                    |                    | 19               |
| 20                          | 24 | Čou Kuan-jü      | Kick Sauber-Ferrari          | 1:32.054           |                    |                    | 20               |
| 107 % času vítěze: 1:36.302 |    |                  |                              |                    |                    |                    |                  |
| Zdroj:                      |    |                  |                              |                    |                    |                    |                  |

## Závod
Závod se uskutečnil 22. září 2024 ve 20:00 místního času (UTC+8).
| Poř.                                                                       | No. | Jezdec           | Konstruktér                  | Počet kol | Čas/Odstoupení | Start | Body |
| -------------------------------------------------------------------------- | --- | ---------------- | ---------------------------- | --------- | -------------- | ----- | ---- |
| 1                                                                          | 4   | Lando Norris     | McLaren-Mercedes             | 62        | 1:40:52.571    | 1     | 25   |
| 2                                                                          | 1   | Max Verstappen   | Red Bull Racing-Honda RBPT   | 62        | +20.945        | 2     | 18   |
| 3                                                                          | 81  | Oscar Piastri    | McLaren-Mercedes             | 62        | +40.823        | 5     | 15   |
| 4                                                                          | 63  | George Russell   | Mercedes                     | 62        | +1:01.040      | 4     | 12   |
| 5                                                                          | 16  | Charles Leclerc  | Ferrari                      | 62        | +1:02.430      | 9     | 10   |
| 6                                                                          | 44  | Lewis Hamilton   | Mercedes                     | 62        | +1:25.248      | 3     | 8    |
| 7                                                                          | 55  | Carlos Sainz Jr. | Ferrari                      | 62        | +1:36.039      | 10    | 6    |
| 8                                                                          | 14  | Fernando Alonso  | Aston Martin Aramco-Mercedes | 61        | +1 kolo        | 7     | 4    |
| 9                                                                          | 27  | Nico Hülkenberg  | Haas-Ferrari                 | 61        | +1 kolo        | 6     | 2    |
| 10                                                                         | 11  | Sergio Pérez     | Red Bull Racing-Honda RBPT   | 61        | +1 kolo        | 13    | 1    |
| 11                                                                         | 43  | Franco Colapinto | Williams-Mercedes            | 61        | +1 kolo        | 12    |      |
| 12                                                                         | 22  | Júki Cunoda      | RB-Honda RBPT                | 61        | +1 kolo        | 8     |      |
| 13                                                                         | 31  | Esteban Ocon     | Alpine-Renault               | 61        | +1 kolo        | 15    |      |
| 14                                                                         | 18  | Lance Stroll     | Aston Martin Aramco-Mercedes | 61        | +1 kolo        | 17    |      |
| 15                                                                         | 24  | Čou Kuan-jü      | Kick Sauber-Ferrari          | 61        | +1 kolo        | 20    |      |
| 16                                                                         | 77  | Valtteri Bottas  | Kick Sauber-Ferrari          | 61        | +1 kolo        | 19    |      |
| 17                                                                         | 31  | Pierre Gasly     | Alpine-Renault               | 61        | +1 kolo        | 18    |      |
| 18                                                                         | 3   | Daniel Ricciardo | RB-Honda RBPT                | 61        | +1 kolo        | 16    |      |
| 19                                                                         | 20  | Kevin Magnussen  | Haas-Ferrari                 | 57        | Defekt         | 14    |      |
| Ret                                                                        | 23  | Alexander Albon  | Williams-Mercedes            | 15        | Přehřívání     | 11    |      |
| Nejrychlejší kolo:' Daniel Ricciardo (RB-Honda RBPT) – 1:34.486 (60. kolo) |     |                  |                              |           |                |       |      |
| Zdroj:                                                                     |     |                  |                              |           |                |       |      |

Poznámky
1. ↑  Kevin Magnussen byl klasifikován, jelikož odjel více než 90 % délky závodu.

## Průběžné pořadí po závodě
|        | Pořadí | Jezdec           | Body |
| ------ | ------ | ---------------- | ---- |
|        | 1      | Max Verstappen   | 331  |
|        | 2      | Lando Norris     | 279  |
|        | 3      | Charles Leclerc  | 245  |
|        | 4      | Oscar Piastri    | 237  |
|        | 5      | Carlos Sainz Jr. | 190  |
| Zdroj: |        |                  |      |

|        | Pořadí | Konstruktér                  | Body |
| ------ | ------ | ---------------------------- | ---- |
|        | 1      | McLaren-Mercedes             | 516  |
|        | 2      | Red Bull Racing-Honda RBPT   | 475  |
|        | 3      | Ferrari                      | 441  |
|        | 4      | Mercedes                     | 329  |
|        | 5      | Aston Martin Aramco-Mercedes | 86   |
| Zdroj: |        |                              |      |